# Reinhard Krull
Reinhard Krull, född den 2 oktober 1954 i Hannover, Tyskland, är en västtysk landhockeyspelare.
Han tog OS-silver i herrarnas landhockeyturnering i samband med de olympiska landhockeytävlingarna 1984 i Los Angeles.